# Damir Zlomislić
Damir Zlomislić (ur. 20 lipca 1991 w Konjicu) – bośniacki piłkarz występujący na pozycji pomocnika w bośniackim klubie Zrinjski Mostar.

## Kariera klubowa

### NK Široki Brijeg
W 2010 roku podpisał kontrakt z klubem NK Široki Brijeg. Zadebiutował 19 lipca 2012 w meczu kwalifikacji do Ligi Europy przeciwko St. Patrick’s Athletic F.C. (1:1). W Premijer lidze zadebiutował 5 sierpnia 2012 w meczu przeciwko FK Slavija Sarajewo (0:0). Pierwszą bramkę zdobył 28 października 2012 w meczu ligowym przeciwko NK GOŠK Gabela (5:0). 14 maja 2013 wystąpił w meczu rewanżowym finału Pucharu Bośni i Hercegowiny przeciwko FK Željezničar (1:1, k. 5:4) i zdobył trofeum.

### Bellot Vlašim
1 stycznia 2011 został wysłany na wypożyczenie do drużyny Bellot Vlašim. Zadebiutował 5 marca 2011 w meczu FNL przeciwko Viktorii Žižkov (0:1).

### NK GOŠK Gabela
1 lipca 2011 udał się na wypożyczenie do zespołu NK GOŠK Gabela. Zadebiutował 7 sierpnia 2011 w meczu Premijer ligi przeciwko FK Slavija Sarajewo (1:0). Pierwszą bramkę zdobył w meczu ligowym przeciwko NK Travnik (3:1).

### HNK Rijeka
2 lipca 2013 przeszedł do klubu HNK Rijeka. Zadebiutował 12 lipca 2013 w meczu 1. HNL przeciwko Istra 1961 (3:0). Pierwszą bramkę zdobył 18 lipca 2013 w meczu kwalifikacji do Ligi Europy przeciwko Prestatyn Town F.C. (5:0). 22 sierpnia 2013 zadebiutował w fazie grupowej Ligi Europy w meczu przeciwko VfB Stuttgart (2:1). 13 maja 2014 wystąpił w meczu rewanżowym finału Pucharu Chorwacji przeciwko Dinamo Zagrzeb (2:0) i zdobył trofeum. W sezonie 2013/14 jego zespół zajął drugie miejsce w tabeli zdobywając wicemistrzostwo Chorwacji.

### FC Brașov
13 lutego 2015 został wysłany na wypożyczenie do drużyny FC Brașov. Zadebiutował 20 lutego 2015 w meczu Liga I przeciwko Petrolul Ploeszti (1:0).

### Istra 1961
20 lipca 2015 udał się na wypożyczenie do zespołu Istra 1961. Zadebiutował 1 sierpnia 2015 w meczu 1. HNL przeciwko NK Osijek (2:2). Pierwszą bramkę zdobył 22 sierpnia 2015 w meczu ligowym przeciwko Dinamo Zagrzeb (1:1).

### Gazişehir Gaziantep FK
5 lipca 2016 przeszedł do klubu Gazişehir Gaziantep FK. Zadebiutował 20 sierpnia 2016 w meczu 1. Lig przeciwko Göztepe SK (1:1).

### NK Široki Brijeg
30 stycznia 2017 podpisał kontrakt z drużyną NK Široki Brijeg. Zadebiutował 25 lutego 2017 w meczu Premijer ligi przeciwko NK Metalleghe-BSI (1:0). Pierwszą bramkę zdobył 4 marca 2017 w meczu ligowym przeciwko FK Radnik Bijeljina (2:2). 17 maja 2017 wystąpił w meczu rewanżowym finału Pucharu Bośni i Hercegowiny przeciwko FK Sarajevo (0:1, k. 4:2) i zdobył trofeum.

### Szachcior Soligorsk
1 lipca 2017 przeszedł do zespołu Szachcior Soligorsk. Zadebiutował 30 lipca 2017 w meczu Wyszejszaja liha przeciwko FK Haradzieja (4:0).

### NK Široki Brijeg
8 lutego 2018 podpisał kontrakt z klubem NK Široki Brijeg. Zadebiutował 18 lutego 2018 w meczu Premijer ligi przeciwko FK Sarajevo (2:1).

### FK Vojvodina
5 lipca 2018 przeszedł do drużyny FK Vojvodina. Zadebiutował 20 lipca 2018 w meczu Super liga Srbije przeciwko Mladost Lučani (1:1).

### Zrinjski Mostar
6 lipca 2019 podpisał kontrakt z zespołem Zrinjski Mostar. Zadebiutował 28 lipca 2019 w meczu Premijer ligi przeciwko Veležowi Mostar (1:0). Pierwszą bramkę zdobył 28 września 2020 w meczu ligowym przeciwko FK Krupa (0:3).

## Kariera reprezentacyjna

### Bośnia i Hercegowina U-19
W 2009 roku otrzymał powołanie do reprezentacji Bośni i Hercegowiny U-19. Zadebiutował 26 sierpnia 2009 w meczu towarzyskim przeciwko reprezentacji Serbii U-19 (2:0).

## Statystyki

### Klubowe
(aktualne na dzień 5 lutego 2021)
| Klub                   | Sezon              | Liga               | Liga  | Liga   | Puchar kraju | Puchar kraju | Europa | Europa | Suma  | Suma   |
| Klub                   | Sezon              | Liga               | Mecze | Bramki | Mecze        | Bramki       | Mecze  | Bramki | Mecze | Bramki |
| ---------------------- | ------------------ | ------------------ | ----- | ------ | ------------ | ------------ | ------ | ------ | ----- | ------ |
| Bellot Vlašim (wyp.)   | 2010/11            | FNL                | 13    | 0      | 0            | 0            | –      | –      | 13    | 0      |
| Bellot Vlašim (wyp.)   | Ogólnie            | Ogólnie            | 13    | 0      | 0            | 0            | 0      | 0      | 13    | 0      |
| NK GOŠK Gabela (wyp.)  | 2011/12            | Premijer liga      | 27    | 4      | 0            | 0            | –      | –      | 27    | 4      |
| NK GOŠK Gabela (wyp.)  | Ogólnie            | Ogólnie            | 27    | 4      | 0            | 0            | 0      | 0      | 27    | 4      |
| NK Široki Brijeg       | 2012/13            | Premijer liga      | 24    | 1      | 8            | 0            | 2      | 0      | 34    | 1      |
| NK Široki Brijeg       | Ogólnie            | Ogólnie            | 24    | 1      | 8            | 0            | 2      | 0      | 34    | 1      |
| HNK Rijeka             | 2013/14            | 1. HNL             | 9     | 0      | 2            | 0            | 4      | 1      | 15    | 1      |
| HNK Rijeka             | 2014/15            | 1. HNL             | 10    | 0      | 1            | 0            | 5      | 0      | 16    | 0      |
| HNK Rijeka             | Ogólnie            | Ogólnie            | 19    | 0      | 3            | 0            | 9      | 1      | 31    | 1      |
| FC Brașov (wyp.)       | 2014/15            | Liga I             | 14    | 0      | 0            | 0            | –      | –      | 14    | 0      |
| FC Brașov (wyp.)       | Ogólnie            | Ogólnie            | 14    | 0      | 0            | 0            | 0      | 0      | 14    | 0      |
| Istra 1961 (wyp.)      | 2015/16            | 1. HNL             | 30    | 1      | 0            | 0            | –      | –      | 30    | 1      |
| Istra 1961 (wyp.)      | Ogólnie            | Ogólnie            | 30    | 1      | 0            | 0            | 0      | 0      | 30    | 1      |
| Gazişehir Gaziantep FK | 2016/17            | 1. Lig             | 6     | 0      | 2            | 0            | –      | –      | 8     | 0      |
| Gazişehir Gaziantep FK | Ogólnie            | Ogólnie            | 6     | 0      | 2            | 0            | 0      | 0      | 8     | 0      |
| NK Široki Brijeg       | 2016/17            | Premijer liga      | 10    | 2      | 6            | 0            | 0      | 0      | 16    | 2      |
| NK Široki Brijeg       | Ogólnie            | Ogólnie            | 10    | 2      | 6            | 0            | 0      | 0      | 16    | 2      |
| Szachcior Soligorsk    | 2017               | Wyszejszaja liha   | 13    | 0      | 1            | 0            | 0      | 0      | 14    | 0      |
| Szachcior Soligorsk    | Ogólnie            | Ogólnie            | 13    | 0      | 1            | 0            | 0      | 0      | 14    | 0      |
| NK Široki Brijeg       | 2017/18            | Premijer liga      | 7     | 0      | 0            | 0            | 0      | 0      | 7     | 0      |
| NK Široki Brijeg       | Ogólnie            | Ogólnie            | 7     | 0      | 0            | 0            | 0      | 0      | 7     | 0      |
| FK Vojvodina           | 2018/19            | Super liga Srbije  | 17    | 0      | 2            | 0            | –      | –      | 19    | 0      |
| FK Vojvodina           | Ogólnie            | Ogólnie            | 17    | 0      | 2            | 0            | 0      | 0      | 19    | 0      |
| Zrinjski Mostar        | 2019/20            | Premijer liga      | 15    | 0      | 3            | 0            | 1      | 0      | 19    | 0      |
| Zrinjski Mostar        | 2020/21            | Premijer liga      | 16    | 1      | 1            | 1            | 2      | 0      | 19    | 2      |
| Zrinjski Mostar        | Ogólnie            | Ogólnie            | 31    | 1      | 4            | 1            | 3      | 0      | 38    | 2      |
| Ogólnie w karierze     | Ogólnie w karierze | Ogólnie w karierze | 211   | 9      | 26           | 1            | 14     | 1      | 251   | 11     |

### Reprezentacyjne
| Reprezentacja             | Rok     | Mecze | Bramki |
| ------------------------- | ------- | ----- | ------ |
| Bośnia i Hercegowina U-19 |         |       |        |
| 2009                      | 4       | 0     |        |
| 2010                      | 5       | 0     |        |
| Ogólnie                   | Ogólnie | 9     | 0      |

| Mecze i gole w reprezentacji | Mecze i gole w reprezentacji | Mecze i gole w reprezentacji | Mecze i gole w reprezentacji | Mecze i gole w reprezentacji | Mecze i gole w reprezentacji | Mecze i gole w reprezentacji | Mecze i gole w reprezentacji |
| Lp.                          | Data                         | Miejsce                      | Gospodarz                    | Gość                         | Wynik                        | Gol                          | Rozgrywki                    |
| ---------------------------- | ---------------------------- | ---------------------------- | ---------------------------- | ---------------------------- | ---------------------------- | ---------------------------- | ---------------------------- |
| 1.                           | 26.08.2009                   | Stara Pazova                 | Serbia U-19                  | Bośnia i Hercegowina U-19    | 2:0                          |                              | Mecz towarzyski              |
| 2.                           | 07.10.2009                   | Sarajewo                     | Islandia U-19                | Bośnia i Hercegowina U-19    | 0:1                          |                              | el. ME U-19 2010             |
| 3.                           | 09.10.2009                   | Sarajewo                     | Bułgaria U-19                | Bośnia i Hercegowina U-19    | 1:2                          |                              | el. ME U-19 2010             |
| 4.                           | 12.10.2009                   | Sarajewo                     | Bośnia i Hercegowina U-19    | Irlandia Północna U-19       | 0:4                          |                              | el. ME U-19 2010             |
| 5.                           | 28.01.2010                   |                              | Bośnia i Hercegowina U-19    | Chorwacja U-19               | 0:0                          |                              | Mecz towarzyski              |
| 6.                           | 30.01.2010                   |                              | Bośnia i Hercegowina U-19    | Chorwacja U-19               | 1:3                          |                              | Mecz towarzyski              |
| 7.                           | 09.03.2010                   |                              | Czarnogóra U-19              | Bośnia i Hercegowina U-19    | 2:0                          |                              | Mecz towarzyski              |
| 8.                           | 28.05.2010                   | Kijów                        | Anglia U-19                  | Bośnia i Hercegowina U-19    | 4:0                          |                              | el. ME U-19 2010             |
| 9.                           | 31.05.2010                   | Kijów                        | Bośnia i Hercegowina U-19    | Irlandia U-19                | 0:1                          |                              | el. ME U-19 2010             |

## Sukcesy

### NK Široki Brijeg
- Puchar Bośni i Hercegowiny (2×): 2012/2013, 2016/2017

### HNK Rijeka
- Wicemistrzostwo Chorwacji (1×): 2013/2014
- Puchar Chorwacji (1×): 2013/2014